# Мала Попівка
Мала́ Попі́вка — село в Україні, у Хорольській міській громаді Лубенського району Полтавської області. Населення становить 142 осіб. До 2020 орган місцевого самоврядування — Новоаврамівська сільська рада.

## Населення

### Мова
Розподіл населення за рідною мовою за даними перепису 2001 року:
| Мова       | Кількість | Відсоток |
| ---------- | --------- | -------- |
| українська | 141       | 99.3%    |
| російська  | 1         | 0.7%     |
| Усього     | 142       | 100%     |

## Географія
Село Мала Попівка знаходиться на лівому березі річки Хорол, вище за течією на відстані 0,5 км розташоване село Попівка, нижче за течією на відстані 1 км розташоване село Вишняки, на протилежному березі — село Пристань. Річка в цьому місці звивиста, утворює лимани, стариці та заболочені озера. Поруч проходять автомобільні дороги М03 та Т 1705.

## Історія
12 червня 2020 року, відповідно до розпорядження Кабінету Міністрів України № 721-р «Про визначення адміністративних центрів та затвердження територій територіальних громад Полтавської області», село увійшло до складу Хорольської міської громади..
19 липня 2020 року, в результаті адміністративно - територіальної реформи та ліквідації Хорольського району, село увійшло до складу новоутвореного Лубенського району.

## Відомі люди

### Народились
- Третяк Іван Мойсейович — радянський військовий діяч, генерал армії (1976), заступник міністра оборони СРСР — Головнокомандувач військами ППО СРСР, Герой Радянського Союзу, Герой Соціалістичної Праці.